# 大学路
大学路（だいがくろ、テハンノ）は、大韓民国ソウル特別市鐘路区にある道路の名称、およびその周囲の地区の名称である。

## 概要
全長1.6kmで、恵化駅を中心にのびている。もともとは、この付近にソウル大学校があった街で、学生街として発展していた。1975年に大学が移転して、若い芸術家が集まり始め、今に至る若者が集まる芸術の街となった。また、ミュージカルなどの劇場も多く集まるため、「韓国のブロードウェイ」とも言う。

## 周辺
美術館をはじめとする文化施設や洋風レストランがあちこちにある。
- マロニエ公園
- ソウル大学付属病院
- 韓国放送大学校
- 芸総会館
- 文芸会館
- 大学路文化会館
- 基督教会館
- ソウル師大付属女中学校
- ソウル師大付属初等学校